# Trimma hotsarihiensis
Espèce
Trimma hotsarihiensis est une espèce de poissons de la famille des Gobiidae.

## Distribution
Cette espèce est endémique de Palaos, elle n'est connue que de Hotsarihie (Helen Reef) dans l'État de Hatohobei.
Elle a été découverte dans des grottes sableuse entre 22 et 34 m de profondeur.

## Description
C'est un gobie nain qui ne mesure que 16 mm de long.

## Référence
- Winterbottom, 2009 : A new species of the genus Trimma  (Percomorpha; Gobiidae) from Helen Reef, South-West Islands of Palau. Aqua, International Journal of Ichthyology, vol. 15, n. 2, p. 109-116.